# جیمز بیدل
الگو:Infobox person/wikidata
جیمز بیدل (انگلیسی: James Biddle; ۱۸ فوریهٔ ۱۷۸۳ – ۱ اکتبر ۱۸۴۸) افسر (نیروهای مسلح) اهل ایالات متحده آمریکا بود.
وی همچنین برندهٔ جوایزی همچون نشان طلایی کنگره آمریکا شده است.